# Siphonicytara excentrica
Siphonicytara excentrica is een mosdiertjessoort uit de familie van de Siphonicytaridae. De wetenschappelijke naam van de soort is voor het eerst geldig gepubliceerd in 1997 door Gordon & d'Hondt.